# 多川俊映
多川 俊映（夛川、たがわ しゅんえい、1947年3月6日 - ）は、日本の法相宗の僧侶で、現在、法相宗大本山興福寺寺務老院(責任役員)、同寺菩提院住職、帝塚山大学特別客員教授。

## 略歴
奈良県奈良市出身。帝塚山小学校、帝塚山中学校・高等学校を経て、1969年に立命館大学文学部哲学科心理学専攻を卒業。その後、入寺。執事や副住職を務め、1989年からは興福寺貫首(代表役員)に就任、2019年に退任した。貫首在任中は法相宗管長を務め、また中金堂再建など、伽藍の復興に精力的に取り組んだ。貫首退任後も責任役員を務め、引き続き境内整備や伽藍復興などの事業に取り組んでいる。
また、 法相宗の理論である唯識の研究や仏教文化論の研究を行い、執筆活動や講演活動なども積極的に行なっている。能や詩、音楽などにも関心が深い。
各界の著名人とも親交が深く、中でも免疫学者の多田富雄と親交が深く、脳梗塞の後遺症で言葉が不自由になった多田との電子メールによる会談が、朝日新聞にて「いのちと死と能と」と題され、公表された。

## 著書
- 『唯識十章』（春秋社、1989年）→『はじめての唯識』（2001年）→『唯識入門』（2013年）
- 『奈良興福寺 - あゆみ・おしえ・ほとけ』（小学館、1990年）
- 『観音仏教のこころ』（春秋社、1993年）
- 『観音経のこころ』（春秋社、1998年）
- 『貞慶「愚迷発心集」を読む - 心の闇を見つめる』（春秋社、2004年）
- 『いのちと仏教』（日本経済新聞社、2005年）
- 『心に響く99の言葉 - 東洋の風韻』（ダイヤモンド社、2008年／学研パブリッシング〈学研M文庫〉、2013年）
- 『旅の途中 - 人の世を「身の丈」で生きる』（日本経済新聞出版社、2010年）
- 『唯識こころの哲学 - 唯識三十頌を読む』（大法輪閣、2012年）→『唯識とはなにか - 唯識三十頌を読む』（KADOKAWA〈角川ソフィア文庫〉、2015年）
- 『合掌のカタチ』（平凡社、2012年）
- 『心を豊かにする菜根譚33語』（祥伝社〈祥伝社黄金文庫〉、2013年）
- 『仏像　みる・みられる』（KADOKAWA、2018年）
- 『奈良　風のまにまに』（春秋社、2018年）
- 『蘇る天平の夢　興福寺中金堂再建まで。25年の歩み』（集英社インターナショナル, 集英社(発売)、2018年）

### 共著
- 『古寺巡礼 奈良11』（大原富枝と共著、淡交社、1979年）
- 『日本仏教基礎講座1 奈良仏教』（共著、雄山閣、1980年）
- 『阿修羅像のひみつ - 興福寺中金堂落慶記念』（共著、朝日新聞出版〈朝日選書〉、2018年）

### 共監修
- 『興福寺のすべて - 歴史・教え・美術』（金子啓明との共監修、小学館、2004年）
- 『興福寺のすべて - 歴史・教え・美術　改訂新版』（金子啓明との共監修、小学館、2018年）301年ぶりの中金堂再建に伴い改訂新版を発行

### 論文
- CiNii>多川俊映
- INBUDS>多川俊映